# 小菅桂子
小菅 桂子（こすげ けいこ、1933年8月4日 - 2005年8月10日）は、日本の食文化研究家。専門は食文化史。

## 生涯
東京都出身。昭和女子大学短期大学部国文学科卒業後、國學院大學文学部史学科編入、同学科卒業。毎日映画社製作部に入社。のちに退社し、杉野女子大学博物館非常勤講師、別府大学短期大学部生活科教授、くらしき作陽大学食文化学部教授、國學院大學日本文化研究所共同研究員、昭和女子大学近代文化研究所研究員をつとめた。
2005年、慢性呼吸不全のため死去。72歳没。

## 著作
- 『良い商品・悪い商品』荒地出版社、1963年
- 『甘辛の職人』鎌倉書房、1980年、のち中公文庫
- 『にっぽん洋食物語』新潮社、1983年 ISBN 4-10-350201-0
  - （文庫版）『にっぽん洋食物語大全』講談社+α文庫、1994年 ISBN 978-4-06-256065-8
  - （文庫版新版）『にっぽん洋食物語大全』ちくま文庫、2017年 ISBN 978-4-480-43465-4
- 『にっぽん味の職人物語』新潮社、1985年
- 『にっぽんラーメン物語 中華ソバはいつどこで生まれたか』駸々堂出版、1987年、のち講談社+α文庫
- 『にっぽん台所文化史』雄山閣出版、1991年
- 『水戸黄門の食卓 元禄の食事情』中公新書、1992年
- 『グルマン 福沢諭吉の食卓』ドメス出版、1993年、のち中公文庫
- 『味の職人 こだわり辞典』東京堂出版、1994年
- 『近代日本食文化年表』雄山閣出版、1997年
- 『餃子のミイラ 中国まんぷく紀行』青蛙房、1998年
- 『カレーライスの誕生』講談社選書メチエ、2002年、のち学術文庫
- 『チキンライスの日本史』昭和女子大学近代文化研究所・ブックレット近代文化研究叢書、2005年
- 『トマトの日本史』昭和女子大学近代文化研究所・ブックレット近代文化研究叢書 2005